# سيتروين LNA

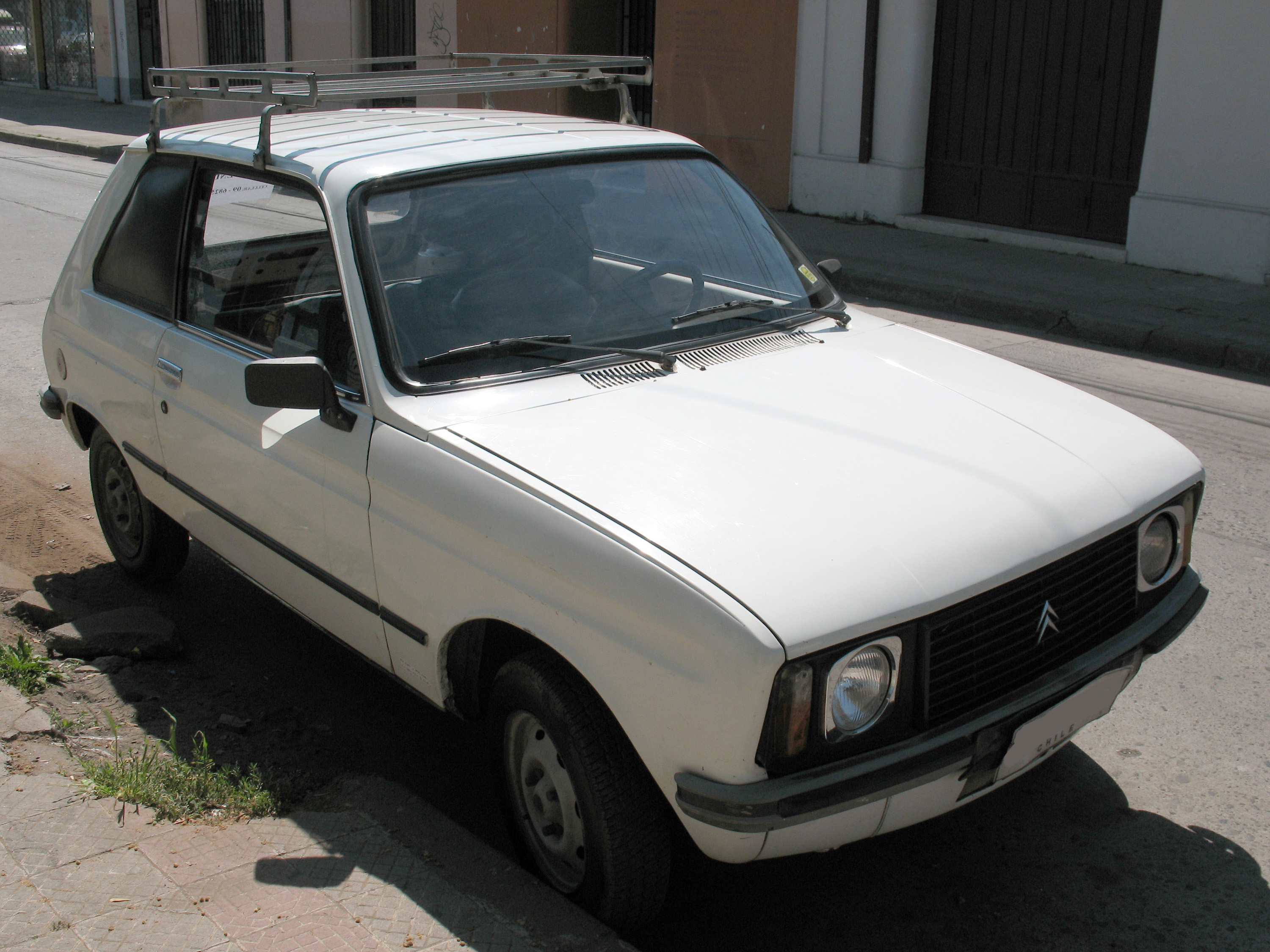
سيتروين LNA موديل عام 1986

سيتروين LNA، هي سيارة ذات محرك أمامي، وثلاثة أبواب، وتتسع لأربعة ركاب، تعد من نوع هاتشباك، تم تصنيعها وتسويقها من قبل شركة سيتروين من 1976-1986 على مدى جيل واحد مصمم بشارة بيجو 104 [بحاجة لمصدر]، تم تقديمها بعد فترة وجيزة من استيلاء شركة بيجو على سيتروين.[بحاجة لمصدر]
قامت سيتروين بتسويق طراز LN بشكل أساسي في جنوب أوروبا والدول المجاورة ، وتم تقديم بديل أقوى ، وهو طراز LNA ، في 6 نوفمبر 1978 وتم تصديره إلى معظم أنحاء أوروبا (بما في ذلك إصدارات مقعد السائق بالجهى اليمنى لبريطانيا العظمى ، حيث لم يتم إطلاقه حتى أوائل عام 1983). كان لديها محرك 652 سم مكعب ذو أسطوانتين مع نظام اشتعال كهربائي. في ديسمبر 1982 ، تمت إضافة محرك رباعي الأسطوانات سعة 1.1 لتر والذي تبلغ سرعته القصوى حوالي 90 ميلاً في الساعة (145 كم / ساعة) LNA ، مما أدى إلى نهاية الطرازات ثنائية الأسطوانات في العديد من الأسواق.  لكن مثل LN الأصغر حجمًا ، كان LNA رخيصًا للشراء ورخيص التشغيل. بالنسبة لإيطاليا وفرنسا فقط ، كان هناك أيضًا هناك نسخة وسيطة تسمى LNA 10E ، بمحرك بيجو 954 سم مكعب.
بحلول عام 1980 ، تم تسويق نوع مختلف من LNA في فرنسا باسم "LNA Entreprise" ، مع إزالة المقعد الخلفي. كان هذا بسبب قواعد الضرائب ، حيث يمكن بيع السيارة ذات المقعدين بمعدل مخفض من ضريبة القيمة المضافة.
بعد إطلاق LNA ، أنتجت الشركة نسخة أخرى ، وهي تالبوت سامبا ، والتي تتميز بمصابيح أمامية مربعة وقسم خلفي مختلف أطول قليلاً. تم استخدام الميكانيكا والنسخة المطورة من الطول الكامل لأرضية 104 في سيارة Citroën Visa التي تم إطلاقها أيضًا في عام 1978. وصلت سيارات 1983 في وقت مبكر ، في يوليو 1982 ، واستفادت من مصدات بلاستيكية سوداء مصبوبة جديدة ، وهي زخرفة جديدة على شكل الحرف C ، وشريط جانبي مطاطي تم وضعه حديثًا ، وأضواء خلفية جديدة أكبر على لوحة خلفية مطلية باللون الأسود ، وتطعيمات نافذة كروم سوداء ، وعجلات مصممة بشكل أكثر تفصيلاً والتي تمت مشاركتها مع فيزا سوبر إي الخاصة بالشركة المصنعة ، كما تم تحسين المقصورة الداخلية وتم تقسيم المقعد الخلفي القابل للطي. [12] في يوليو 1985 ، قدمت Citroën سيارات لعام 1986، على الرغم من توقف إنتاج LNA في صيف عام 1986 ، في نفس الوقت تقريبًا مع تالبوت سامبا. تم إطلاق خليفتها ، سيتروين AX ، بعد ذلك بوقت قصير.
لم يتم إطلاقها في السوق البريطانية حتى أوائل عام 1983 ، حيث كانت السيارات الصغيرة الأكثر شهرة هي مترو أوستن وفورد فييستا. وصلت أيضًا إلى سوق المملكة المتحدة خلال نفس العام مثل فيات أونو و نيسان ميكرا و بيجو 205 ، لكنها فشلت في إثبات شعبيتها في أي مكان هنا مثل أي من هذه السيارات وتم سحبها من البيع هناك بعد عامين فقط.
بقيت بيجو 104 في الإنتاج حتى عام 1988 على الرغم من إطلاق خليفتها الشهير ، 205 ، قبل خمس سنوات, استمرت أيضًا حتى عام 1988.